# Mistrzostwa Europy w Wioślarstwie 2010 – dwójka bez sternika wagi lekkiej mężczyzn
Dwójka bez sternika wagi lekkiej (LM2-) – konkurencja rozgrywana podczas Mistrzostw Europy w Wioślarstwie 2010 w Montemor-o-Velho między 10 a 12 września.

## Harmonogram konkurencji
| Wydarzenie               | Runda |
| ------------------------ | ----- |
| Sobota, 11 września 2010 | Finał |

## Medaliści
| Złoto                                            | Srebro                              | Brąz                                                         |
| Francja · Fabien Tilliet · Jean-Christophe Bette | Holandia · Joris Pijs · Paul Drewes | Hiszpania · Andreu Castellà Gasparín · Rubén Álvarez Pedrosa |

## Finał
| Miejsce | Zawodnik                                       | Kraj      | Czas    | Uwagi |
| ------- | ---------------------------------------------- | --------- | ------- | ----- |
|         | Fabien Tilliet Jean-Christophe Bette           | Francja   | 7:12,99 |       |
|         | Joris Pijs Paul Drewes                         | Holandia  | 7:21,39 |       |
|         | Andreu Castellà Gasparín Rubén Álvarez Pedrosa | Hiszpania | 7:22,87 |       |
| 4       | Luca Motta Giorgio Tuccinardi                  | Włochy    | 7:27,02 |       |